# Velada
VELADA创立于1976年的马具和皮具品牌。创始人游学于西班牙开始了制作马具的梦想。早年是专业制造马具的手工作坊，后以生产高端皮革起家，并以西班牙托莱多省VELADA名镇的地名命名。2006年上市中国，产品拥有马具、箱包、户外运动和服饰等系列。